# Gauliga Sachsen 1941/42
Die Gauliga Sachsen 1941/42 war die neunte Spielzeit der Gauliga Sachsen im Fußball. Die Meisterschaft sicherte sich der Planitzer SC mit drei Punkten Vorsprung auf die Mannschaft des Dresdner SC. Der Planitzer SC qualifizierte sich für die Endrunde um die deutsche Meisterschaft und erreichte das Viertelfinale. Die Abstiegsränge belegten TuRa Leipzig und Guts Muts Dresden. Aus den 1. Klassen stiegen der BC Hartha und Sportlust Zittau auf.

## Abschlusstabelle
| Pl. | Verein                | Sp. | S  | U | N  | Tore    | Quote | Punkte |
| --- | --------------------- | --- | -- | - | -- | ------- | ----- | ------ |
| 1.  | Planitzer SC          | 18  | 15 | 1 | 2  | 062:250 | 2,48  | 31:50  |
| 2.  | Dresdner SC (M)       | 18  | 14 | 0 | 4  | 078:330 | 2,36  | 28:80  |
| 3.  | Chemnitzer BC         | 18  | 12 | 2 | 4  | 059:280 | 2,11  | 26:10  |
| 4.  | Polizei SV Chemnitz   | 18  | 11 | 2 | 5  | 069:490 | 1,41  | 24:12  |
| 5.  | VfB Leipzig           | 18  | 9  | 1 | 8  | 053:460 | 1,15  | 19:17  |
| 6.  | Riesaer SV            | 18  | 6  | 2 | 10 | 026:370 | 0,70  | 14:22  |
| 7.  | SV Fortuna Leipzig    | 18  | 5  | 3 | 10 | 042:620 | 0,68  | 13:23  |
| 8.  | Döbelner SC (N)       | 18  | 6  | 0 | 12 | 040:690 | 0,58  | 12:24  |
| 9.  | TuRa Leipzig          | 18  | 5  | 0 | 13 | 051:740 | 0,69  | 10:26  |
| 10. | Guts Muts Dresden (N) | 18  | 1  | 1 | 16 | 018:750 | 0,24  | 03:33  |

| (M) | Titelverteidiger              |
| (N) | Aufsteiger aus den 1. Klassen |

## Aufstiegsrunde
Qualifiziert waren die Sieger der vier Bezirksklassen.
Kreuztabelle
| 1941/42             | FC Sportlust Zittau | BC Hartha | Wacker Leipzig | SV Concordia Plauen |
| ------------------- | ------------------- | --------- | -------------- | ------------------- |
| FC Sportlust Zittau |                     | 3:0       | +0:0           | 2:1                 |
| BC Hartha           | 6:3                 |           | 2:2            | 3:0                 |
| Wacker Leipzig      | 4:2                 | 1:3       |                | 9:3                 |
| SV Konkordia Plauen | 1:2                 | 1:0       | 3:2            |                     |

Abschlusstabelle
| Pl. | Verein                                                | Sp. | S | U | N | Tore    | Quote | Punkte |
| --- | ----------------------------------------------------- | --- | - | - | - | ------- | ----- | ------ |
| 1.  | FC Sportlust Zittau (Sieger 1. Klasse Dresden)        | 6   | 4 | 0 | 2 | 012:120 | 1,00  | 08:40  |
| 2.  | BC Hartha (Sieger 1. Klasse Chemnitz)                 | 6   | 3 | 1 | 2 | 014:100 | 1,40  | 07:50  |
| 3.  | Wacker Leipzig (Sieger 1. Klasse Leipzig)             | 6   | 2 | 1 | 3 | 018:130 | 1,38  | 05:70  |
| 4.  | SV Konkordia Plauen (Sieger 1. Klasse Plauen-Zwickau) | 6   | 2 | 0 | 4 | 009:180 | 0,50  | 04:80  |